# گارتکوش
گارتکوش (به انگلیسی: Gartcosh) یک روستا در بریتانیا است که در لانارکشر شمالی واقع شده‌است. گارتکوش ۲٬۱۳۰ نفر جمعیت دارد.